# The O'Jays
The O'Jays est un groupe de rhythm and blues américain. Originaire de Canton dans l'Ohio et formé en 1958, il est composé à l'origine d'Eddie Levert (en), Frank "Frankie" Little Jr, Walter Williams, William Powell, Bobby Massey et Bill Isles, avant d'être un trio après le départ des deux derniers.
Les O'Jays sont notamment connus pour leur style Philadelphia soul et entre autres leurs chansons Back Stabbers et Love Train.
Les O'Jays sont intronisés au Vocal Group Hall of Fame en 2004, au Rock and Roll Hall of Fame en 2005 et au Rhythm and Blues Music Hall of Fame en 2013.

## Membres
Membres d'origine
- Eddie Levert (né le 16 juin 1942)

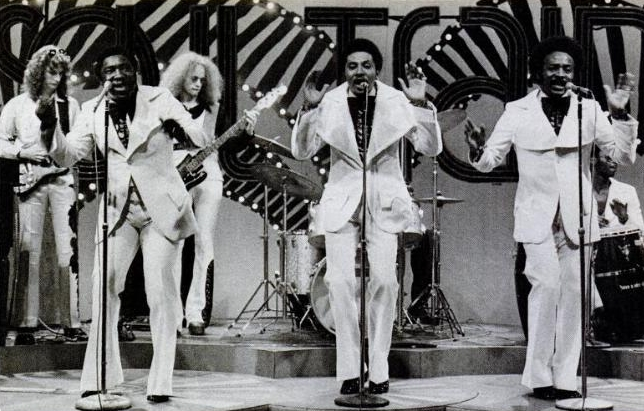
Les O'Jays sur le plateau de l'émission Soul Train en 1974.

- Walter Lee Williams (né le 25 août 1943)
- William Powell (20 janvier 1942 – 26 mai 1977)
- Bobby Massey (né en 1942)
- Bill Isles (4 janvier 1941 – 25 mars 2019)[1]

## Discographie

### Albums studio
| 1965                                                               | Comin' Through                         | —   | —  | —  | —  |           | Imperial           |
| 1967                                                               | Soul Sounds                            | —   | —  | —  | —  |           | Minit              |
| 1968                                                               | Back on Top                            | —   | —  | —  | —  |           | Bell               |
| 1970                                                               | In Philadelphia                        | 156 | 37 | —  | —  |           | Neptune            |
| 1971                                                               | Super Bad                              | —   | —  | —  | —  |           | Trip               |
| 1972                                                               | Back Stabbers                          | 10  | 3  | —  | 49 | : Or      | Philadelphia Int'l |
| 1973                                                               | Ship Ahoy (en)                         | 11  | 1  | —  | 36 | : Platine | Philadelphia Int'l |
| 1975                                                               | Survival (en)                          | 11  | 1  | 91 | 41 | : Or      | Philadelphia Int'l |
| 1975                                                               | Family Reunion (en)                    | 7   | 1  | —  | 81 | : Platine | Philadelphia Int'l |
| 1976                                                               | Message in the Music (en)              | 20  | 3  | —  | 83 | : Or      | Philadelphia Int'l |
| 1977                                                               | Travelin' at the Speed of Thought (en) | 27  | 6  | —  | —  | : Or      | Philadelphia Int'l |
| 1978                                                               | So Full of Love (en)                   | 6   | 1  | —  | 83 | : Platine | Philadelphia Int'l |
| 1979                                                               | Identify Yourself (en)                 | 16  | 3  | —  | —  | : Platine | Philadelphia Int'l |
| 1980                                                               | The Year 2000                          | 36  | 6  | —  | —  |           | TSOP               |
| 1982                                                               | My Favorite Person                     | 49  | 7  | —  | —  |           | Philadelphia Int'l |
| 1983                                                               | When Will I See You Again              | 142 | 19 | —  | —  |           | Philadelphia Int'l |
| 1984                                                               | Love and More                          | —   | 35 | —  | —  |           | Philadelphia Int'l |
| 1985                                                               | Love Fever                             | 124 | 20 | —  | —  |           | Philadelphia Int'l |
| 1987                                                               | Let Me Touch You                       | 66  | 3  | —  | —  |           | Philadelphia Int'l |
| 1989                                                               | Serious                                | 114 | 4  | —  | —  |           | EMI                |
| 1991                                                               | Emotionally Yours                      | 73  | 2  | —  | —  | : Or      | EMI                |
| 1991                                                               | Home for Christmas                     | —   | 78 | —  | —  |           | EMI                |
| 1993                                                               | Heartbreaker (en)                      | 75  | 7  | —  | —  |           | EMI                |
| 1997                                                               | Love You to Tears                      | 75  | 14 | —  | —  |           | Volcano            |
| 2001                                                               | For the Love …                         | 53  | 11 | —  | —  |           | MCA                |
| 2004                                                               | Together We Are One                    | —   | 36 | —  | —  |           | Philadelphia Int'l |
| 2004                                                               | Imagination                            | 178 | 19 | —  | —  |           | Sanctuary          |
| 2010                                                               | Christmas with the O'Jays              | —   | 45 | —  | —  |           | Saguaro Road       |
| 2019                                                               | The Last Word                          | —   | —  | —  | —  |           | S-Curve            |
| « — » indique que le titre n'est pas sorti ou classé dans le pays. |                                        |     |    |    |    |           |                    |

### Album en concert
| Année | Album                     | Classements | Classements | Classements | Certifications (seuil de ventes) | Label              |
| Année | Album                     | É-U         | É-U R&B     | CAN         | Certifications (seuil de ventes) | Label              |
| ----- | ------------------------- | ----------- | ----------- | ----------- | -------------------------------- | ------------------ |
| 1974  | The O'Jays Live in London | 17          | 2           | 32          | : Or                             | Philadelphia Int'l |

### Singles classés
Les singles suivants ont atteint le top 20 sur soit le Billboard Hot 100 aux États-Unis ou le UK Singles Chart au Royaume-Uni,.
- 1972 : Back Stabbers (É-U #3 – R-U #14 – Canada #39)
- 1973 : Love Train (É-U #1 – R-U #9 – Canada #15)
- 1973 : Put Your Hands Together (en) (É-U #10)
- 1974 : For the Love of Money (en) (É-U #9)
- 1975 : I Love Music (en) (É-U #5 – R-U #13)
- 1976 : Livin' for the Weekend (en) (É-U #20)
- 1978 : Use ta Be My Girl (en) (É-U #4 – R-U #12)